# كيونغ تشيك هان
كيونغ تشيك هان (1902-2000) كان قسًا كوريًا ومزارعًا للكنيسة وحصل على جائزة تمبلتون للتقدم في الدين عام 1992.
ولد هان في كانري، مقاطعة بيونغوين، كوريا، وتخرج من جامعة سونجسيل (بكالوريوس العلوم 1925)، وكلية إمبوريا (بكالوريوس الآداب 1926)، ومدرسة برينستون اللاهوتية (بكالوريوس لاهوت 1929). تم تكريس هان في عام 1933 من قبل الكنيسة المشيخية في كوريا، وأسس هان في وقت لاحق كنيسة يونغناك المشيخية في عام 1945، والتي رعاها حتى عام 1973 وخدم كقس فخري حتى وفاته. في الوقت الذي حصل فيه على جائزة تمبلتون، نمت عضوية كنيسة يونغ ناك المشيخية إلى 60.000 مما يجعلها أكبر كنيسة مشيخية في العالم، وقد رعت الكنيسة حوالي 500 كنيسة شقيقة في جميع أنحاء العالم.